# Houghton Bay
Houghton Bay and Valley est une des banlieues sud de la cité de Wellington, située dans le sud de l’Île du Nord de la Nouvelle-Zélande.

## Étymologie
Houghton Bay fut dénommée d’après le capitaine Robert Houghton, qui était la personne responsable du magasin de poudre situé sur l'île de Matiu/Somes, et plus tard de la station de signalisation située au dessus du Mount Albert dominant Houghton Bay.

## Localisation
Elle est située entre Island Bay et Lyall Bay, sur la côte rocheuse du Détroit de Cook. Elle a deux plages, nommées Houghton Bay et Princess Bay, qui sont fréquentées par les surfers, les nageurs et les plongeurs.

## Caractéristiques

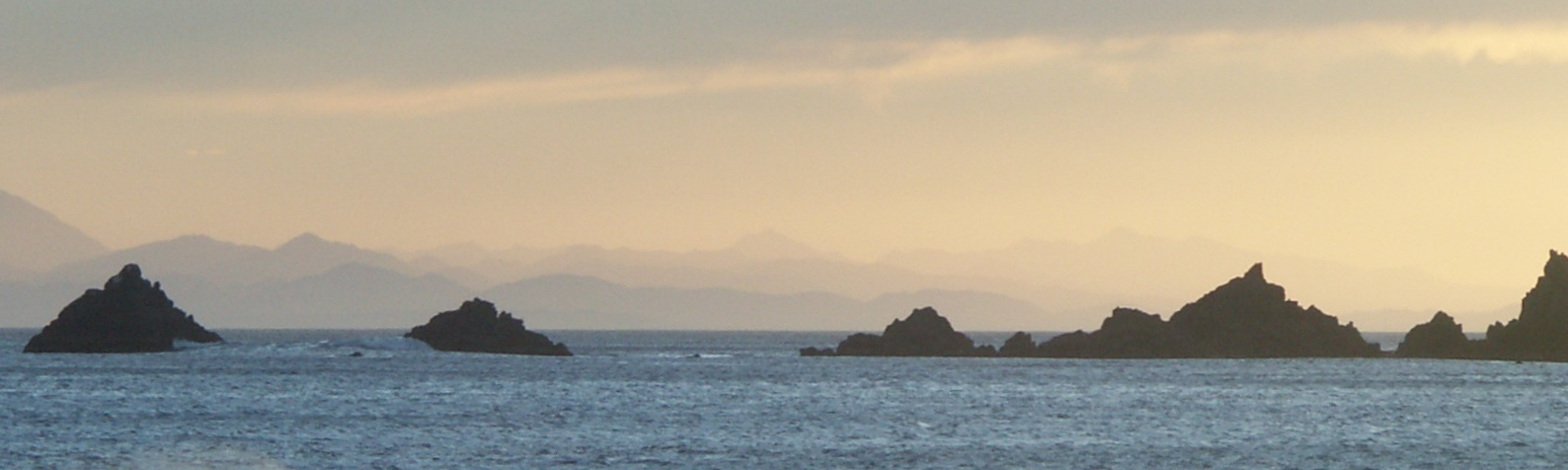
Vue de la côte sud en direction de l’Île du Sud

Houghton Bay and Valley est essentiellement une zone résidentielle, mais elle contient aussi une partie sud du Wellington's Southern Walkway, la réserve de Buckley Road, la Houghton Valley School et la réserve de Southern Headlands.
À l'instar d’autres parties de la côte sud de Wellington, elle est réputée pour ses spots de plongée de loisirs, au sein de la réserve marine Taputeranga. En 2005, la frégate HMNZS Wellington (en) mise hors service fut coulée en dehors de Houghton Bay, et constitue maintenant un récif artificiel et un site de plongée sous-marine.
Houghton Bay a une longue histoire comme spot de surf favorable pour les sportifs locaux et est une « petite sœur » du site plus ancien et voisin de Lyall Bay.
Sur les collines dominant les récifs se trouve la piste de danse légendaire de Wellington, nommée « The Pines », qui est un lieu apprécié pour dîner.
Au xixe siècle, l’hermite d'Island Bay (en) vivait ici dans une grotte.

## Transports
Les rues principales sont ‘Hungerford Road’, ‘View Road’ et ‘Houghton Bay Road’.

## Artistes

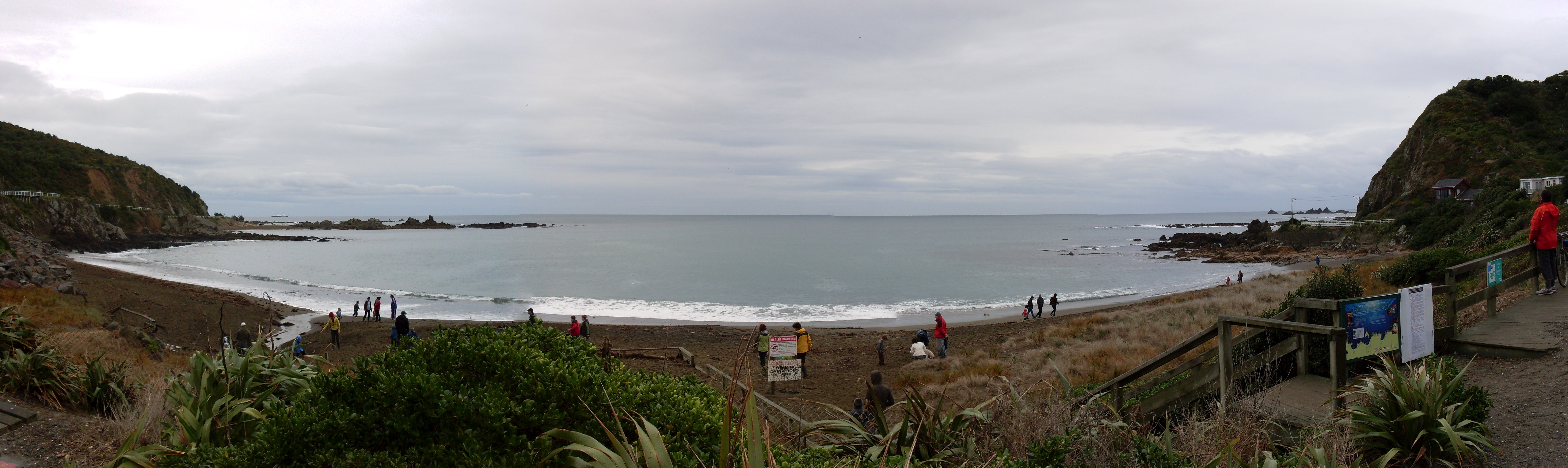
Panorama de Houghton Bay

Houghton Bay and Valley est le domicile de musiciens et d’artistes. On y trouve également l'hydromellerie Haewai et une ferme éolienne.

## Aurores australes
Des aurores australes peuvent être vues de là, dans la mesure où la pollution lumineuse est atténuée à un certain degré par les chaînes de collines s’étalant le long de la côte.
Un ciel noir est nécessaire pour la plupart des aurores qui sont faiblement visibles et nettement plus visibles à l’œil nu à cette latitude.

## Voir aussi

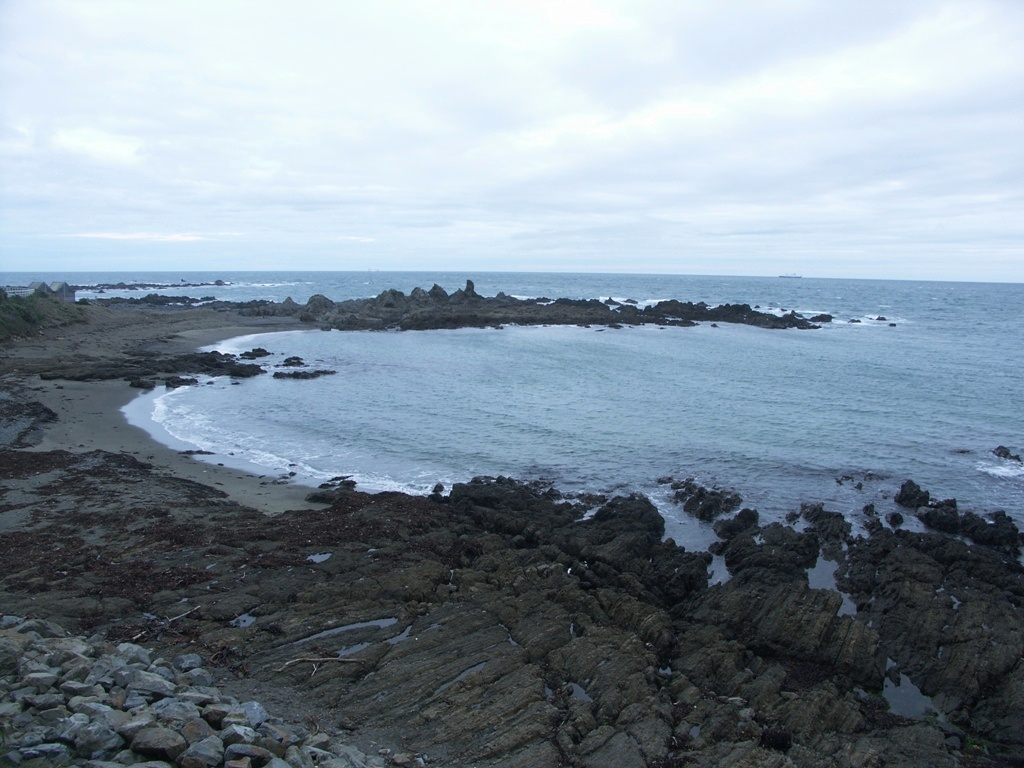
L’est de Houghton Bay et de Princess Bay

## Liens Externes
- Aurora Images and report
- Save The Point Org
- RASNZ - Dark Sky Vision Statements
- Atmospheric Images from Wellington
- Surf photos of Houghton Bay

- New Zealand Gazetteer